# RIVA 128
RIVA 128 — GPU, випущений в кінці 1997 року компанією Nvidia. Став одним з перших GPU з підтримкою 3D-акселерації. Назва — акронім Real-time Interactive Video and Animation accelerator.
RIVA 128 став першим широко відомим GPU від Nvidia.

## Архітектура
Перший чип, створений Nvidia, працював за зовсім іншої технології рендеринга, заснованої на квадратичному маппінгу текстур, не підтримуваної Direct3D. RIVA 128, навпаки, був спроектований з максимальною сумісністю з Direct3D 5 і OpenGL API.
На кристалі цього GPU, виконаному по 350-нанометровому техпроцесу, розміщувалося 3,5 мільйона транзисторів; робоча частота ядра — 100 МГц.
Nvidia оснащувала RIVA 128 4-ма мегабайтами нової на той момент SGRAM-пам'яті, поєднаної з графічним процесором 128-бітної шини на частоті 100 МГц. Її пропускна здатність становила 1,6 ГБ/с.